# Jungholz bei Leipheim
Das Naturschutzgebiet Jungholz bei Leipheim liegt auf dem Gebiet der Stadt Leipheim im schwäbischen Landkreis Günzburg.
Das Gebiet erstreckt sich westlich der Kernstadt Leipheim entlang der am nördlichen Rand fließenden Donau. Am östlichen Rand verläuft die A 8 und südlich die St 2509. Am nordwestlichen Rand fließt die Biber, nordöstlich erstreckt sich – ebenfalls entlang der nördlich fließenden Donau – das rund 58,3 ha große Naturschutzgebiet Donauhänge und Auen zwischen Leipheim und Offingen. 

## Bedeutung
Das rund 32 ha große Gebiet mit der Nr. NSG-00135.01 wurde im Jahr 1980 unter Naturschutz gestellt. Es handelt sich um einen Auwald und einen markant geformten Donau-Leitensteilhang. 